# 1978年のワールドシリーズ
1978年の野球において、メジャーリーグベースボール（MLB）優勝決定戦の第75回ワールドシリーズ（英語: 75th World Series）は、10月10日から17日にかけて計6試合が開催された。その結果、ニューヨーク・ヤンキース（アメリカンリーグ）がロサンゼルス・ドジャース（ナショナルリーグ）を4勝2敗で下し、2年連続22回目の優勝を果たした。
両チームの対戦は2年連続で、歴代最多の10度目。4勝2敗でヤンキースの優勝という結果は前回と同じだった。初戦から2連敗のあと第3戦からの4連勝で優勝を決めたのは、今シリーズのヤンキースが史上初である。ヤンキース監督のボブ・レモンは、32年ぶり史上2人目の投手出身シリーズ優勝監督となった。シリーズMVPには、優勝を決めた第6戦で3安打3打点を挙げるなど、6試合で打率.417・7打点・OPS.898という成績を残したヤンキースのバッキー・デントが選出された。
ワールドシリーズでは1976年から指名打者（DH）制度が導入され、1985年までの10年間は、偶数年は全試合で採用、奇数年は全試合で不採用とされていた。したがって今シリーズでは、DH制が全試合で採用されている。

## 試合結果
1978年のワールドシリーズは10月10日に開幕し、途中に移動日を挟んで8日間で6試合が行われた。日程・結果は以下の通り。
| 日付                                                     | 試合  | ビジター球団（先攻）     | スコア | ホーム球団（後攻）       | 開催球場             | 開催球場                                 |
| -------------------------------------------------------- | ----- | ------------------------ | ------ | ------------------------ | -------------------- | ---------------------------------------- |
| 10月10日（火）                                           | 第1戦 | ニューヨーク・ヤンキース | 5－11  | ロサンゼルス・ドジャース | ドジャー・スタジアム | ドジャー・スタジアムヤンキー・スタジアム |
| 10月11日（水）                                           | 第2戦 | ニューヨーク・ヤンキース | 3－4   | ロサンゼルス・ドジャース | ドジャー・スタジアム | ドジャー・スタジアムヤンキー・スタジアム |
| 10月12日（木）                                           |       | 移動日                   | 移動日 | 移動日                   |                      | ドジャー・スタジアムヤンキー・スタジアム |
| 10月13日（金）                                           | 第3戦 | ロサンゼルス・ドジャース | 1－5   | ニューヨーク・ヤンキース | ヤンキー・スタジアム | ドジャー・スタジアムヤンキー・スタジアム |
| 10月14日（土）                                           | 第4戦 | ロサンゼルス・ドジャース | 3－4x  | ニューヨーク・ヤンキース | ヤンキー・スタジアム | ドジャー・スタジアムヤンキー・スタジアム |
| 10月15日（日）                                           | 第5戦 | ロサンゼルス・ドジャース | 2－12  | ニューヨーク・ヤンキース | ヤンキー・スタジアム | ドジャー・スタジアムヤンキー・スタジアム |
| 10月16日（月）                                           |       | 移動日                   | 移動日 | 移動日                   |                      | ドジャー・スタジアムヤンキー・スタジアム |
| 10月17日（火）                                           | 第6戦 | ニューヨーク・ヤンキース | 7－2   | ロサンゼルス・ドジャース | ドジャー・スタジアム | ドジャー・スタジアムヤンキー・スタジアム |
| 優勝：ニューヨーク・ヤンキース（4勝2敗 / 2年連続22度目） |       |                          |        |                          |                      | ドジャー・スタジアムヤンキー・スタジアム |

### 第1戦 10月10日
- ドジャー・スタジアム（カリフォルニア州ロサンゼルス）

|                          | 1 | 2 | 3 | 4 | 5 | 6 | 7 | 8 | 9 | R  | H  | E |
| ------------------------ | - | - | - | - | - | - | - | - | - | -- | -- | - |
| ニューヨーク・ヤンキース | 0 | 0 | 0 | 0 | 0 | 0 | 3 | 2 | 0 | 5  | 9  | 1 |
| ロサンゼルス・ドジャース | 0 | 3 | 0 | 3 | 1 | 0 | 3 | 1 | X | 11 | 15 | 2 |

1. 勝利：トミー・ジョン（1勝）
2. 敗戦：エド・フィゲロア（1敗）
3. 本塁打
NYY：レジー・ジャクソン1号ソロ
LAD：ダスティ・ベイカー1号ソロ、デイビー・ロープス1号2ラン・2号3ラン
4. 審判
［球審］エド・バーゴ（NL）
［塁審］一塁: ビル・ハラー（AL）、二塁: ジョン・キブラー（NL）、三塁: マーティー・スプリングステッド（AL）
［外審］左翼: フランク・プーリ（NL）、右翼: ジョー・ブリンクマン（NL）
5. 夜間試合  試合時間: 2時間48分  観客: 5万5997人
詳細: MLB.com Gameday / Baseball-Reference.com

| ニューヨーク・ヤンキース | ニューヨーク・ヤンキース | ニューヨーク・ヤンキース | ニューヨーク・ヤンキース | ニューヨーク・ヤンキース                                                                                                | ロサンゼルス・ドジャース | ロサンゼルス・ドジャース | ロサンゼルス・ドジャース | ロサンゼルス・ドジャース | ロサンゼルス・ドジャース                                                                                 |
| ------------------------ | ------------------------ | ------------------------ | ------------------------ | --- | ------------------------ | ------------------------ | ------------------------ | ------------------------ | --- |
| 打順                     | 守備                     | 選手                     | 打席                     | E・フィゲロアT・マンソンC・チャン · ブリスF・スタンリーG・ネトルズB・デントR・ホワイトM・リバースL・ピネラR・ジャクソン | 打順                     | 守備                     | 選手                     | 打席                     | T・ジョンS・イェーガーS・ガービーD・ロープスR・セイB・ラッセルD・ベイカーR・マンデイR・スミスL・レイシー |
| 1                        | 中                       | M・リバース              | 左                       | E・フィゲロアT・マンソンC・チャン · ブリスF・スタンリーG・ネトルズB・デントR・ホワイトM・リバースL・ピネラR・ジャクソン | 1                        | 二                       | D・ロープス              | 右                       | T・ジョンS・イェーガーS・ガービーD・ロープスR・セイB・ラッセルD・ベイカーR・マンデイR・スミスL・レイシー |
| 2                        | 左                       | R・ホワイト              | 両                       | E・フィゲロアT・マンソンC・チャン · ブリスF・スタンリーG・ネトルズB・デントR・ホワイトM・リバースL・ピネラR・ジャクソン | 2                        | 遊                       | B・ラッセル              | 右                       | T・ジョンS・イェーガーS・ガービーD・ロープスR・セイB・ラッセルD・ベイカーR・マンデイR・スミスL・レイシー |
| 3                        | 捕                       | T・マンソン              | 右                       | E・フィゲロアT・マンソンC・チャン · ブリスF・スタンリーG・ネトルズB・デントR・ホワイトM・リバースL・ピネラR・ジャクソン | 3                        | 右                       | R・スミス                | 両                       | T・ジョンS・イェーガーS・ガービーD・ロープスR・セイB・ラッセルD・ベイカーR・マンデイR・スミスL・レイシー |
| 4                        | DH                       | R・ジャクソン            | 左                       | E・フィゲロアT・マンソンC・チャン · ブリスF・スタンリーG・ネトルズB・デントR・ホワイトM・リバースL・ピネラR・ジャクソン | 4                        | 一                       | S・ガービー              | 右                       | T・ジョンS・イェーガーS・ガービーD・ロープスR・セイB・ラッセルD・ベイカーR・マンデイR・スミスL・レイシー |
| 5                        | 右                       | L・ピネラ                | 右                       | E・フィゲロアT・マンソンC・チャン · ブリスF・スタンリーG・ネトルズB・デントR・ホワイトM・リバースL・ピネラR・ジャクソン | 5                        | 三                       | R・セイ                  | 右                       | T・ジョンS・イェーガーS・ガービーD・ロープスR・セイB・ラッセルD・ベイカーR・マンデイR・スミスL・レイシー |
| 6                        | 三                       | G・ネトルズ              | 左                       | E・フィゲロアT・マンソンC・チャン · ブリスF・スタンリーG・ネトルズB・デントR・ホワイトM・リバースL・ピネラR・ジャクソン | 6                        | 左                       | D・ベイカー              | 右                       | T・ジョンS・イェーガーS・ガービーD・ロープスR・セイB・ラッセルD・ベイカーR・マンデイR・スミスL・レイシー |
| 7                        | 一                       | C・チャンブリス          | 左                       | E・フィゲロアT・マンソンC・チャン · ブリスF・スタンリーG・ネトルズB・デントR・ホワイトM・リバースL・ピネラR・ジャクソン | 7                        | 中                       | R・マンデイ              | 左                       | T・ジョンS・イェーガーS・ガービーD・ロープスR・セイB・ラッセルD・ベイカーR・マンデイR・スミスL・レイシー |
| 8                        | 二                       | F・スタンリー            | 右                       | E・フィゲロアT・マンソンC・チャン · ブリスF・スタンリーG・ネトルズB・デントR・ホワイトM・リバースL・ピネラR・ジャクソン | 8                        | DH                       | L・レイシー              | 右                       | T・ジョンS・イェーガーS・ガービーD・ロープスR・セイB・ラッセルD・ベイカーR・マンデイR・スミスL・レイシー |
| 9                        | 遊                       | B・デント                | 右                       | E・フィゲロアT・マンソンC・チャン · ブリスF・スタンリーG・ネトルズB・デントR・ホワイトM・リバースL・ピネラR・ジャクソン | 9                        | 捕                       | S・イェーガー            | 右                       | T・ジョンS・イェーガーS・ガービーD・ロープスR・セイB・ラッセルD・ベイカーR・マンデイR・スミスL・レイシー |
| 先発投手                 | 先発投手                 | 先発投手                 | 投球                     | E・フィゲロアT・マンソンC・チャン · ブリスF・スタンリーG・ネトルズB・デントR・ホワイトM・リバースL・ピネラR・ジャクソン | 先発投手                 | 先発投手                 | 先発投手                 | 投球                     | T・ジョンS・イェーガーS・ガービーD・ロープスR・セイB・ラッセルD・ベイカーR・マンデイR・スミスL・レイシー |
| E・フィゲロア            | E・フィゲロア            | E・フィゲロア            | 右                       | E・フィゲロアT・マンソンC・チャン · ブリスF・スタンリーG・ネトルズB・デントR・ホワイトM・リバースL・ピネラR・ジャクソン | T・ジョン                | T・ジョン                | T・ジョン                | 左                       | T・ジョンS・イェーガーS・ガービーD・ロープスR・セイB・ラッセルD・ベイカーR・マンデイR・スミスL・レイシー |

ドジャースは2回裏、先頭打者ダスティ・ベイカーの本塁打で1点を先制する。さらに次打者リック・マンデイの二塁打をきっかけに二死三塁とすると、1番デイビー・ロープスの本塁打で2点を加えた。ヤンキースは先発投手エド・フィゲロアをここで諦め、継投に入った。2番手ケン・クレイは2番ビル・ラッセルを遊飛に打ち取ってこのイニングを終わらせ、3回裏も無失点で終えた。しかし4回裏、一死一・三塁の危機を招くと、1番ロープスにこの日2本目となる本塁打を浴び、点差を6点に広げられた。クレイは5回裏にも無死一・三塁とされ、自らの暴投で7点目を失ったところで降板した。
ドジャースの先発投手トミー・ジョンは7回表、4番レジー・ジャクソンのソロ本塁打と9番バッキー・デントの2点適時打で3点を返される。しかしその裏、ドジャース打線はヤンキース3番手ポール・リンドブラッドを攻めたて一死二・三塁とし、代打ビル・ノースと8番リー・レイシーの連続適時打で3点を奪い返した。ジョンは8回表にも2点を失い途中降板するが、テリー・フォースターがその後を抑えて締め、10－5でドジャースが先勝した。

### 第2戦 10月11日
- ドジャー・スタジアム（カリフォルニア州ロサンゼルス）

|                          | 1 | 2 | 3 | 4 | 5 | 6 | 7 | 8 | 9 | R | H  | E |
| ------------------------ | - | - | - | - | - | - | - | - | - | - | -- | - |
| ニューヨーク・ヤンキース | 0 | 0 | 2 | 0 | 0 | 0 | 1 | 0 | 0 | 3 | 11 | 0 |
| ロサンゼルス・ドジャース | 0 | 0 | 0 | 1 | 0 | 3 | 0 | 0 | X | 4 | 7  | 0 |

1. 勝利：バート・フートン（1勝）
2. セーブ：ボブ・ウェルチ（1S）
3. 敗戦：キャットフィッシュ・ハンター（1敗）
4. 本塁打
LAD：ロン・セイ1号3ラン
5. 審判
［球審］ビル・ハラー（AL）
［塁審］一塁: ジョン・キブラー（NL）、二塁: マーティー・スプリングステッド（AL）、三塁: フランク・プーリ（NL）
［外審］左翼: ジョー・ブリンクマン（NL）、右翼: エド・バーゴ（NL）
6. 夜間試合  試合時間: 2時間37分  観客: 5万5982人
詳細: MLB.com Gameday / Baseball-Reference.com

| ニューヨーク・ヤンキース | ニューヨーク・ヤンキース | ニューヨーク・ヤンキース | ニューヨーク・ヤンキース | ニューヨーク・ヤンキース                                                                                     | ロサンゼルス・ドジャース | ロサンゼルス・ドジャース | ロサンゼルス・ドジャース | ロサンゼルス・ドジャース | ロサンゼルス・ドジャース                                                                                   |
| ------------------------ | ------------------------ | ------------------------ | ------------------------ | --- | ------------------------ | ------------------------ | ------------------------ | ------------------------ | --- |
| 打順                     | 守備                     | 選手                     | 打席                     | C・ハンターT・マンソンJ・スペンサーB・ドイルG・ネトルズB・デントR・ホワイトG・トマソンL・ピネラR・ジャクソン | 打順                     | 守備                     | 選手                     | 打席                     | B・フートンS・イェーガーS・ガービーD・ロープスR・セイB・ラッセルD・ベイカーR・マンデイR・スミスL・レイシー |
| 1                        | 左                       | R・ホワイト              | 両                       | C・ハンターT・マンソンJ・スペンサーB・ドイルG・ネトルズB・デントR・ホワイトG・トマソンL・ピネラR・ジャクソン | 1                        | 二                       | D・ロープス              | 右                       | B・フートンS・イェーガーS・ガービーD・ロープスR・セイB・ラッセルD・ベイカーR・マンデイR・スミスL・レイシー |
| 2                        | 中                       | G・トマソン              | 左                       | C・ハンターT・マンソンJ・スペンサーB・ドイルG・ネトルズB・デントR・ホワイトG・トマソンL・ピネラR・ジャクソン | 2                        | 遊                       | B・ラッセル              | 右                       | B・フートンS・イェーガーS・ガービーD・ロープスR・セイB・ラッセルD・ベイカーR・マンデイR・スミスL・レイシー |
| 3                        | 捕                       | T・マンソン              | 右                       | C・ハンターT・マンソンJ・スペンサーB・ドイルG・ネトルズB・デントR・ホワイトG・トマソンL・ピネラR・ジャクソン | 3                        | 右                       | R・スミス                | 両                       | B・フートンS・イェーガーS・ガービーD・ロープスR・セイB・ラッセルD・ベイカーR・マンデイR・スミスL・レイシー |
| 4                        | DH                       | R・ジャクソン            | 左                       | C・ハンターT・マンソンJ・スペンサーB・ドイルG・ネトルズB・デントR・ホワイトG・トマソンL・ピネラR・ジャクソン | 4                        | 一                       | S・ガービー              | 右                       | B・フートンS・イェーガーS・ガービーD・ロープスR・セイB・ラッセルD・ベイカーR・マンデイR・スミスL・レイシー |
| 5                        | 三                       | G・ネトルズ              | 左                       | C・ハンターT・マンソンJ・スペンサーB・ドイルG・ネトルズB・デントR・ホワイトG・トマソンL・ピネラR・ジャクソン | 5                        | 三                       | R・セイ                  | 右                       | B・フートンS・イェーガーS・ガービーD・ロープスR・セイB・ラッセルD・ベイカーR・マンデイR・スミスL・レイシー |
| 6                        | 右                       | L・ピネラ                | 右                       | C・ハンターT・マンソンJ・スペンサーB・ドイルG・ネトルズB・デントR・ホワイトG・トマソンL・ピネラR・ジャクソン | 6                        | 左                       | D・ベイカー              | 右                       | B・フートンS・イェーガーS・ガービーD・ロープスR・セイB・ラッセルD・ベイカーR・マンデイR・スミスL・レイシー |
| 7                        | 一                       | J・スペンサー            | 左                       | C・ハンターT・マンソンJ・スペンサーB・ドイルG・ネトルズB・デントR・ホワイトG・トマソンL・ピネラR・ジャクソン | 7                        | 中                       | R・マンデイ              | 左                       | B・フートンS・イェーガーS・ガービーD・ロープスR・セイB・ラッセルD・ベイカーR・マンデイR・スミスL・レイシー |
| 8                        | 二                       | B・ドイル                | 左                       | C・ハンターT・マンソンJ・スペンサーB・ドイルG・ネトルズB・デントR・ホワイトG・トマソンL・ピネラR・ジャクソン | 8                        | DH                       | L・レイシー              | 右                       | B・フートンS・イェーガーS・ガービーD・ロープスR・セイB・ラッセルD・ベイカーR・マンデイR・スミスL・レイシー |
| 9                        | 遊                       | B・デント                | 右                       | C・ハンターT・マンソンJ・スペンサーB・ドイルG・ネトルズB・デントR・ホワイトG・トマソンL・ピネラR・ジャクソン | 9                        | 捕                       | S・イェーガー            | 右                       | B・フートンS・イェーガーS・ガービーD・ロープスR・セイB・ラッセルD・ベイカーR・マンデイR・スミスL・レイシー |
| 先発投手                 | 先発投手                 | 先発投手                 | 投球                     | C・ハンターT・マンソンJ・スペンサーB・ドイルG・ネトルズB・デントR・ホワイトG・トマソンL・ピネラR・ジャクソン | 先発投手                 | 先発投手                 | 先発投手                 | 投球                     | B・フートンS・イェーガーS・ガービーD・ロープスR・セイB・ラッセルD・ベイカーR・マンデイR・スミスL・レイシー |
| C・ハンター              | C・ハンター              | C・ハンター              | 右                       | C・ハンターT・マンソンJ・スペンサーB・ドイルG・ネトルズB・デントR・ホワイトG・トマソンL・ピネラR・ジャクソン | B・フートン              | B・フートン              | B・フートン              | 右                       | B・フートンS・イェーガーS・ガービーD・ロープスR・セイB・ラッセルD・ベイカーR・マンデイR・スミスL・レイシー |

3回表、ヤンキースは二死一・二塁から4番レジー・ジャクソンが右翼線へ二塁打を放ち、2点を先制する。ドジャースは4回裏、一死一・二塁から5番ロン・セイの中前打で1点を返すと、6回裏にはセイの3点本塁打で逆転する。7回表、ヤンキースは一死二・三塁で4番ジャクソンが二ゴロに倒れるが、その間に三塁走者ロイ・ホワイトが生還して1点差に詰め寄る。
ドジャースは2番手のテリー・フォースターが9回表、一死一・二塁と逆転の走者を背負った。ここでドジャースはフォースターに代え、新人右腕ボブ・ウェルチをマウンドへ送った。ウェルチは3番サーマン・マンソンを2球で右飛に仕留め、4番ジャクソンを打席に迎えた。この顔合わせに、二塁手のデイビー・ロープスは「ウェルチの球速とジャクソンのパワーがあれば、野球史上最長飛距離のホームランだってありうる」と考えていた。しかし、当のウェルチは「『ストライクを投げて打たせて取れ』と言われていたから、速球しか投げないことにした」という。初球が空振りのあと、2球目をウェルチは内角高めに投げ、ジャクソンはのけぞって尻もちをついた。捕手のスティーブ・イェーガーは「あの球で、3球目以降ジャクソンのスウィングが崩れた」と話す。3球目からはジャクソンが3球連続でスウィングするが、打球はいずれも後ろへしか飛ばずファウルになる。そのあとはボール→ファウル→ボールでフルカウントとなり、9球目、ウェルチが内角球を投じた。このとき、二死フルカウントなので走者がスタートを切り、ジャクソンの目には二塁走者バッキー・デントの動きが入った。ジャクソンは空振りし、5分以上続いたこの打席は9球全て速球勝負の末に三振で決着、同時に試合も4－3でドジャースの勝利が決まった。
ジャクソンは、試合終了直後こそ監督のボブ・レモンが走者を走らせて自分の打撃を邪魔したと怒りを露わにしたが、状況を思い出すと落ち着きを取り戻し「やられたよ、それだけ。打てる球を待ってたけど来なかったし、失投もなかった」と振り返った。ドジャース監督のトミー・ラソーダは、のちの2014年6月にウェルチが亡くなったとき、この場面を思い出し「投手と打者の対決では、私の野球人生でも最上級の、最上級のもののひとつだった。球史にも最高の勝負と刻まれるだろう」と述べて悼んだ。

### 第3戦 10月13日
- ヤンキー・スタジアム（ニューヨーク州ニューヨーク市ブロンクス区）

|                          | 1 | 2 | 3 | 4 | 5 | 6 | 7 | 8 | 9 | R | H  | E |
| ------------------------ | - | - | - | - | - | - | - | - | - | - | -- | - |
| ロサンゼルス・ドジャース | 0 | 0 | 1 | 0 | 0 | 0 | 0 | 0 | 0 | 1 | 8  | 0 |
| ニューヨーク・ヤンキース | 1 | 1 | 0 | 0 | 0 | 0 | 3 | 0 | X | 5 | 10 | 1 |

1. 勝利：ロン・ギドリー（1勝）
2. 敗戦：ドン・サットン（1敗）
3. 本塁打
NYY：ロイ・ホワイト1号ソロ
4. 審判
［球審］ジョン・キブラー（NL）
［塁審］一塁: マーティー・スプリングステッド（AL）、二塁: フランク・プーリ（NL）、三塁: ジョー・ブリンクマン（NL）
［外審］左翼: エド・バーゴ（NL）、右翼: ビル・ハラー（AL）
5. 夜間試合  試合時間: 2時間27分  観客: 5万6447人
詳細: MLB.com Gameday / Baseball-Reference.com

| ロサンゼルス・ドジャース | ロサンゼルス・ドジャース | ロサンゼルス・ドジャース | ロサンゼルス・ドジャース | ロサンゼルス・ドジャース                                                                                 | ニューヨーク・ヤンキース | ニューヨーク・ヤンキース | ニューヨーク・ヤンキース | ニューヨーク・ヤンキース | ニューヨーク・ヤンキース                                                                                          |
| ------------------------ | ------------------------ | ------------------------ | ------------------------ | --- | ------------------------ | ------------------------ | ------------------------ | ------------------------ | --- |
| 打順                     | 守備                     | 選手                     | 打席                     | D・サットンS・イェーガーS・ガービーD・ロープスR・セイB・ラッセルD・ベイカーB・ノースR・スミスL・レイシー | 打順                     | 守備                     | 選手                     | 打席                     | R・ギドリーT・マンソンC・チャン · ブリスB・ドイルG・ネトルズB・デントR・ホワイトM・リバースL・ピネラR・ジャクソン |
| 1                        | 二                       | D・ロープス              | 右                       | D・サットンS・イェーガーS・ガービーD・ロープスR・セイB・ラッセルD・ベイカーB・ノースR・スミスL・レイシー | 1                        | 中                       | M・リバース              | 左                       | R・ギドリーT・マンソンC・チャン · ブリスB・ドイルG・ネトルズB・デントR・ホワイトM・リバースL・ピネラR・ジャクソン |
| 2                        | 遊                       | B・ラッセル              | 右                       | D・サットンS・イェーガーS・ガービーD・ロープスR・セイB・ラッセルD・ベイカーB・ノースR・スミスL・レイシー | 2                        | 左                       | R・ホワイト              | 両                       | R・ギドリーT・マンソンC・チャン · ブリスB・ドイルG・ネトルズB・デントR・ホワイトM・リバースL・ピネラR・ジャクソン |
| 3                        | 右                       | R・スミス                | 両                       | D・サットンS・イェーガーS・ガービーD・ロープスR・セイB・ラッセルD・ベイカーB・ノースR・スミスL・レイシー | 3                        | 捕                       | T・マンソン              | 右                       | R・ギドリーT・マンソンC・チャン · ブリスB・ドイルG・ネトルズB・デントR・ホワイトM・リバースL・ピネラR・ジャクソン |
| 4                        | 一                       | S・ガービー              | 右                       | D・サットンS・イェーガーS・ガービーD・ロープスR・セイB・ラッセルD・ベイカーB・ノースR・スミスL・レイシー | 4                        | DH                       | R・ジャクソン            | 左                       | R・ギドリーT・マンソンC・チャン · ブリスB・ドイルG・ネトルズB・デントR・ホワイトM・リバースL・ピネラR・ジャクソン |
| 5                        | 三                       | R・セイ                  | 右                       | D・サットンS・イェーガーS・ガービーD・ロープスR・セイB・ラッセルD・ベイカーB・ノースR・スミスL・レイシー | 5                        | 右                       | L・ピネラ                | 右                       | R・ギドリーT・マンソンC・チャン · ブリスB・ドイルG・ネトルズB・デントR・ホワイトM・リバースL・ピネラR・ジャクソン |
| 6                        | 左                       | D・ベイカー              | 右                       | D・サットンS・イェーガーS・ガービーD・ロープスR・セイB・ラッセルD・ベイカーB・ノースR・スミスL・レイシー | 6                        | 三                       | G・ネトルズ              | 左                       | R・ギドリーT・マンソンC・チャン · ブリスB・ドイルG・ネトルズB・デントR・ホワイトM・リバースL・ピネラR・ジャクソン |
| 7                        | DH                       | L・レイシー              | 右                       | D・サットンS・イェーガーS・ガービーD・ロープスR・セイB・ラッセルD・ベイカーB・ノースR・スミスL・レイシー | 7                        | 一                       | C・チャンブリス          | 左                       | R・ギドリーT・マンソンC・チャン · ブリスB・ドイルG・ネトルズB・デントR・ホワイトM・リバースL・ピネラR・ジャクソン |
| 8                        | 中                       | B・ノース                | 両                       | D・サットンS・イェーガーS・ガービーD・ロープスR・セイB・ラッセルD・ベイカーB・ノースR・スミスL・レイシー | 8                        | 二                       | B・ドイル                | 左                       | R・ギドリーT・マンソンC・チャン · ブリスB・ドイルG・ネトルズB・デントR・ホワイトM・リバースL・ピネラR・ジャクソン |
| 9                        | 捕                       | S・イェーガー            | 右                       | D・サットンS・イェーガーS・ガービーD・ロープスR・セイB・ラッセルD・ベイカーB・ノースR・スミスL・レイシー | 9                        | 遊                       | B・デント                | 右                       | R・ギドリーT・マンソンC・チャン · ブリスB・ドイルG・ネトルズB・デントR・ホワイトM・リバースL・ピネラR・ジャクソン |
| 先発投手                 | 先発投手                 | 先発投手                 | 投球                     | D・サットンS・イェーガーS・ガービーD・ロープスR・セイB・ラッセルD・ベイカーB・ノースR・スミスL・レイシー | 先発投手                 | 先発投手                 | 先発投手                 | 投球                     | R・ギドリーT・マンソンC・チャン · ブリスB・ドイルG・ネトルズB・デントR・ホワイトM・リバースL・ピネラR・ジャクソン |
| D・サットン              | D・サットン              | D・サットン              | 右                       | D・サットンS・イェーガーS・ガービーD・ロープスR・セイB・ラッセルD・ベイカーB・ノースR・スミスL・レイシー | R・ギドリー              | R・ギドリー              | R・ギドリー              | 左                       | R・ギドリーT・マンソンC・チャン · ブリスB・ドイルG・ネトルズB・デントR・ホワイトM・リバースL・ピネラR・ジャクソン |

ヤンキースは初回裏、先頭打者ミッキー・リバースが中前打で出塁するも、次打者ロイ・ホワイトの打席で盗塁に失敗する。しかし、その次の球をホワイトが右翼ポール際の外野席まで運び、ソロ本塁打でヤンキースが先制する。続く2回裏には、一死一・二塁から8番ブライアン・ドイルが遊ゴロに打ち取られるが、一塁走者クリス・チャンブリスが併殺崩しのスライディングで二塁手デイビー・ロープスに一塁送球をさせず、一死一・三塁となる。次打者バッキー・デントの三ゴロで、今度は一塁走者ドイルが併殺崩しのスライディングをして打者走者デントを生かし、その間に三塁走者グレイグ・ネトルズが生還して2点目を加えた。これらのスライディング、特に後者は、40年後の2018年であれば守備妨害と判定され、一塁走者だけでなく打者走者もアウトにされる可能性が高い。
ヤンキースの先発投手ロン・ギドリーは、初回表から6イニング連続で四球による走者の出塁を許し、そのうち3回表にはその走者を2番ビル・ラッセルの適時打で還され、1点差に迫られていた。しかしギドリーは、結局この1失点のみで完投勝利を挙げることとなる。それを支えたのは、三塁手ネトルズの好守だった。この日はドジャース打線が左腕ギドリーに対し右打者を並べ、さらにギドリーも速球の伸びを欠いていたため、三塁方向へ引っ張りの打球が増え、それをネトルズが処理した。5回表・6回表ともにギドリーは二死満塁の危機を背負ったが、それぞれ4番スティーブ・ガービーと1番ロープスの打球をネトルズが止め、一塁走者を二塁で封殺して同点・逆転を阻止した。ヤンキース監督のボブ・レモンは試合後「ネトルズにセーブがつくべきだ」と称賛した。

### 第4戦 10月14日
- ヤンキー・スタジアム（ニューヨーク州ニューヨーク市ブロンクス区）

|                          | 1 | 2 | 3 | 4 | 5 | 6 | 7 | 8 | 9 | 10 | R | H | E |
| ------------------------ | - | - | - | - | - | - | - | - | - | -- | - | - | - |
| ロサンゼルス・ドジャース | 0 | 0 | 0 | 0 | 3 | 0 | 0 | 0 | 0 | 0  | 3 | 6 | 1 |
| ニューヨーク・ヤンキース | 0 | 0 | 0 | 0 | 0 | 2 | 0 | 1 | 0 | 1x | 4 | 9 | 0 |

1. 勝利：リッチ・ゴセージ（1勝）
2. 敗戦：ボブ・ウェルチ（1敗1S）
3. 本塁打
LAD：レジー・スミス1号3ラン
4. 審判
［球審］マーティー・スプリングステッド（AL）
［塁審］一塁: フランク・プーリ（NL）、二塁: ジョー・ブリンクマン（NL）、三塁: エド・バーゴ（NL）
［外審］左翼: ビル・ハラー（AL）、右翼: ジョン・キブラー（NL）
5. 昼間試合  試合時間: 3時間17分  観客: 5万6445人
詳細: MLB.com Gameday / Baseball-Reference.com

| ロサンゼルス・ドジャース | ロサンゼルス・ドジャース | ロサンゼルス・ドジャース | ロサンゼルス・ドジャース | ロサンゼルス・ドジャース                                                                               | ニューヨーク・ヤンキース | ニューヨーク・ヤンキース | ニューヨーク・ヤンキース | ニューヨーク・ヤンキース | ニューヨーク・ヤンキース                                                                                                |
| ------------------------ | ------------------------ | ------------------------ | ------------------------ | --- | ------------------------ | ------------------------ | ------------------------ | ------------------------ | --- |
| 打順                     | 守備                     | 選手                     | 打席                     | T・ジョンS・イェーガーS・ガービーD・ロープスR・セイB・ラッセルD・ベイカーB・ノースR・スミスR・マンデイ | 打順                     | 守備                     | 選手                     | 打席                     | E・フィゲロアT・マンソンC・チャン · ブリスF・スタンリーG・ネトルズB・デントR・ホワイトP・ブレアーL・ピネラR・ジャクソン |
| 1                        | 二                       | D・ロープス              | 右                       | T・ジョンS・イェーガーS・ガービーD・ロープスR・セイB・ラッセルD・ベイカーB・ノースR・スミスR・マンデイ | 1                        | 中                       | P・ブレアー              | 右                       | E・フィゲロアT・マンソンC・チャン · ブリスF・スタンリーG・ネトルズB・デントR・ホワイトP・ブレアーL・ピネラR・ジャクソン |
| 2                        | 遊                       | B・ラッセル              | 右                       | T・ジョンS・イェーガーS・ガービーD・ロープスR・セイB・ラッセルD・ベイカーB・ノースR・スミスR・マンデイ | 2                        | 左                       | R・ホワイト              | 両                       | E・フィゲロアT・マンソンC・チャン · ブリスF・スタンリーG・ネトルズB・デントR・ホワイトP・ブレアーL・ピネラR・ジャクソン |
| 3                        | 右                       | R・スミス                | 両                       | T・ジョンS・イェーガーS・ガービーD・ロープスR・セイB・ラッセルD・ベイカーB・ノースR・スミスR・マンデイ | 3                        | 捕                       | T・マンソン              | 右                       | E・フィゲロアT・マンソンC・チャン · ブリスF・スタンリーG・ネトルズB・デントR・ホワイトP・ブレアーL・ピネラR・ジャクソン |
| 4                        | 一                       | S・ガービー              | 右                       | T・ジョンS・イェーガーS・ガービーD・ロープスR・セイB・ラッセルD・ベイカーB・ノースR・スミスR・マンデイ | 4                        | DH                       | R・ジャクソン            | 左                       | E・フィゲロアT・マンソンC・チャン · ブリスF・スタンリーG・ネトルズB・デントR・ホワイトP・ブレアーL・ピネラR・ジャクソン |
| 5                        | 三                       | R・セイ                  | 右                       | T・ジョンS・イェーガーS・ガービーD・ロープスR・セイB・ラッセルD・ベイカーB・ノースR・スミスR・マンデイ | 5                        | 右                       | L・ピネラ                | 右                       | E・フィゲロアT・マンソンC・チャン · ブリスF・スタンリーG・ネトルズB・デントR・ホワイトP・ブレアーL・ピネラR・ジャクソン |
| 6                        | 左                       | D・ベイカー              | 右                       | T・ジョンS・イェーガーS・ガービーD・ロープスR・セイB・ラッセルD・ベイカーB・ノースR・スミスR・マンデイ | 6                        | 三                       | G・ネトルズ              | 左                       | E・フィゲロアT・マンソンC・チャン · ブリスF・スタンリーG・ネトルズB・デントR・ホワイトP・ブレアーL・ピネラR・ジャクソン |
| 7                        | DH                       | R・マンデイ              | 左                       | T・ジョンS・イェーガーS・ガービーD・ロープスR・セイB・ラッセルD・ベイカーB・ノースR・スミスR・マンデイ | 7                        | 一                       | C・チャンブリス          | 左                       | E・フィゲロアT・マンソンC・チャン · ブリスF・スタンリーG・ネトルズB・デントR・ホワイトP・ブレアーL・ピネラR・ジャクソン |
| 8                        | 中                       | B・ノース                | 両                       | T・ジョンS・イェーガーS・ガービーD・ロープスR・セイB・ラッセルD・ベイカーB・ノースR・スミスR・マンデイ | 8                        | 二                       | F・スタンリー            | 右                       | E・フィゲロアT・マンソンC・チャン · ブリスF・スタンリーG・ネトルズB・デントR・ホワイトP・ブレアーL・ピネラR・ジャクソン |
| 9                        | 捕                       | S・イェーガー            | 右                       | T・ジョンS・イェーガーS・ガービーD・ロープスR・セイB・ラッセルD・ベイカーB・ノースR・スミスR・マンデイ | 9                        | 遊                       | B・デント                | 右                       | E・フィゲロアT・マンソンC・チャン · ブリスF・スタンリーG・ネトルズB・デントR・ホワイトP・ブレアーL・ピネラR・ジャクソン |
| 先発投手                 | 先発投手                 | 先発投手                 | 投球                     | T・ジョンS・イェーガーS・ガービーD・ロープスR・セイB・ラッセルD・ベイカーB・ノースR・スミスR・マンデイ | 先発投手                 | 先発投手                 | 先発投手                 | 投球                     | E・フィゲロアT・マンソンC・チャン · ブリスF・スタンリーG・ネトルズB・デントR・ホワイトP・ブレアーL・ピネラR・ジャクソン |
| T・ジョン                | T・ジョン                | T・ジョン                | 左                       | T・ジョンS・イェーガーS・ガービーD・ロープスR・セイB・ラッセルD・ベイカーB・ノースR・スミスR・マンデイ | E・フィゲロア            | E・フィゲロア            | E・フィゲロア            | 右                       | E・フィゲロアT・マンソンC・チャン · ブリスF・スタンリーG・ネトルズB・デントR・ホワイトP・ブレアーL・ピネラR・ジャクソン |

ヤンキースの先発投手エド・フィゲロアは、初回表に一死一・二塁、2回表に二死一・三塁、4回表に二死三塁と、4イニングで3度得点圏に走者を背負うがいずれも無失点で凌ぐ。しかしドジャースの先発投手トミー・ジョンも、ヤンキース打線に得点を許さない。5回表、フィゲロアは一死一・二塁と、この試合4度目の得点圏の危機を迎える。ここで2番ビル・ラッセルは空振り三振させたものの、次打者レジー・スミスに打球を右翼スタンドまで運ばれ、本塁打で3点を失った。フィゲロアはこの回終了をもって降板した。
ヤンキースは6回裏、ジョンから一死一・二塁の好機を作り、4番レジー・ジャクソンの右前打で1点を返す。なおも一死一・二塁で次打者ルー・ピネラの打球は、ライナーとなって遊撃手ビル・ラッセルの正面へ飛んだ。ラッセルはこの打球を弾いて落とすが、すぐに拾うとまず自ら二塁を踏んで一塁走者ジャクソンを封殺し、それから一塁へ送球した。しかしジャクソンは一塁付近で立ち止まっており、送球はジャクソンの下半身に当たって逸れて併殺とならず、二塁走者サーマン・マンソンが生還してヤンキースが1点差に詰め寄った。このプレイに対し、ドジャース監督のトミー・ラソーダがダグアウトから出てきて、ジャクソンの守備妨害を主張したが、判定は覆らなかった。一塁塁審フランク・プーリは、この判定について「ジャクソンが故意に当たったと見なせないため」と説明したが、規則上は故意か否かは判定の基準とはならない。
7回は両チームとも無得点、8回表のドジャースの攻撃は三者凡退で終わる。その裏、ヤンキースは先頭打者ポール・ブレアーが左前打で出塁し、ジョンを降板に追い込む。2番手テリー・フォースターから、次打者ロイ・ホワイトが初球で犠牲バントを決めブレアーを二塁へ進めると、3番マンソンが二塁打でブレアーを還し、3－3の同点となった。その後、一死一・二塁でフォースターに代わりボブ・ウェルチが登板、ヤンキースに逆転を許さず試合は延長戦に入った。10回裏、ヤンキースはウェルチからジャクソンの右前打などで二死一・二塁とし、5番ピネラの中前打でサヨナラ勝利した。

### 第5戦 10月15日
- ヤンキー・スタジアム（ニューヨーク州ニューヨーク市ブロンクス区）

|                          | 1 | 2 | 3 | 4 | 5 | 6 | 7 | 8 | 9 | R  | H  | E |
| ------------------------ | - | - | - | - | - | - | - | - | - | -- | -- | - |
| ロサンゼルス・ドジャース | 1 | 0 | 1 | 0 | 0 | 0 | 0 | 0 | 0 | 2  | 9  | 3 |
| ニューヨーク・ヤンキース | 0 | 0 | 4 | 3 | 0 | 0 | 4 | 1 | X | 12 | 18 | 0 |

1. 勝利：ジム・ビーティー（1勝）
2. 敗戦：バート・フートン（1勝1敗）
3. 審判
［球審］フランク・プーリ（NL）
［塁審］一塁: ジョー・ブリンクマン（NL）、二塁: エド・バーゴ（NL）、三塁: ビル・ハラー（AL）
［外審］左翼: ジョン・キブラー（NL）、右翼: マーティー・スプリングステッド（AL）
4. 昼間試合  試合時間: 2時間56分  観客: 5万6448人
詳細: MLB.com Gameday / Baseball-Reference.com

| ロサンゼルス・ドジャース | ロサンゼルス・ドジャース | ロサンゼルス・ドジャース | ロサンゼルス・ドジャース | ロサンゼルス・ドジャース                                                                                   | ニューヨーク・ヤンキース | ニューヨーク・ヤンキース | ニューヨーク・ヤンキース | ニューヨーク・ヤンキース | ニューヨーク・ヤンキース                                                                                       |
| ------------------------ | ------------------------ | ------------------------ | ------------------------ | --- | ------------------------ | ------------------------ | ------------------------ | ------------------------ | --- |
| 打順                     | 守備                     | 選手                     | 打席                     | B・フートンS・イェーガーS・ガービーD・ロープスR・セイB・ラッセルD・ベイカーR・マンデイR・スミスL・レイシー | 打順                     | 守備                     | 選手                     | 打席                     | J・ビーティーT・マンソンJ・スペンサーB・ドイルG・ネトルズB・デントR・ホワイトM・リバースL・ピネラR・ジャクソン |
| 1                        | 二                       | D・ロープス              | 右                       | B・フートンS・イェーガーS・ガービーD・ロープスR・セイB・ラッセルD・ベイカーR・マンデイR・スミスL・レイシー | 1                        | 中                       | M・リバース              | 左                       | J・ビーティーT・マンソンJ・スペンサーB・ドイルG・ネトルズB・デントR・ホワイトM・リバースL・ピネラR・ジャクソン |
| 2                        | 遊                       | B・ラッセル              | 右                       | B・フートンS・イェーガーS・ガービーD・ロープスR・セイB・ラッセルD・ベイカーR・マンデイR・スミスL・レイシー | 2                        | 左                       | R・ホワイト              | 両                       | J・ビーティーT・マンソンJ・スペンサーB・ドイルG・ネトルズB・デントR・ホワイトM・リバースL・ピネラR・ジャクソン |
| 3                        | 右                       | R・スミス                | 両                       | B・フートンS・イェーガーS・ガービーD・ロープスR・セイB・ラッセルD・ベイカーR・マンデイR・スミスL・レイシー | 3                        | 捕                       | T・マンソン              | 右                       | J・ビーティーT・マンソンJ・スペンサーB・ドイルG・ネトルズB・デントR・ホワイトM・リバースL・ピネラR・ジャクソン |
| 4                        | 一                       | S・ガービー              | 右                       | B・フートンS・イェーガーS・ガービーD・ロープスR・セイB・ラッセルD・ベイカーR・マンデイR・スミスL・レイシー | 4                        | DH                       | R・ジャクソン            | 左                       | J・ビーティーT・マンソンJ・スペンサーB・ドイルG・ネトルズB・デントR・ホワイトM・リバースL・ピネラR・ジャクソン |
| 5                        | 三                       | R・セイ                  | 右                       | B・フートンS・イェーガーS・ガービーD・ロープスR・セイB・ラッセルD・ベイカーR・マンデイR・スミスL・レイシー | 5                        | 右                       | L・ピネラ                | 右                       | J・ビーティーT・マンソンJ・スペンサーB・ドイルG・ネトルズB・デントR・ホワイトM・リバースL・ピネラR・ジャクソン |
| 6                        | 左                       | D・ベイカー              | 右                       | B・フートンS・イェーガーS・ガービーD・ロープスR・セイB・ラッセルD・ベイカーR・マンデイR・スミスL・レイシー | 6                        | 三                       | G・ネトルズ              | 左                       | J・ビーティーT・マンソンJ・スペンサーB・ドイルG・ネトルズB・デントR・ホワイトM・リバースL・ピネラR・ジャクソン |
| 7                        | 中                       | R・マンデイ              | 左                       | B・フートンS・イェーガーS・ガービーD・ロープスR・セイB・ラッセルD・ベイカーR・マンデイR・スミスL・レイシー | 7                        | 一                       | J・スペンサー            | 左                       | J・ビーティーT・マンソンJ・スペンサーB・ドイルG・ネトルズB・デントR・ホワイトM・リバースL・ピネラR・ジャクソン |
| 8                        | DH                       | L・レイシー              | 右                       | B・フートンS・イェーガーS・ガービーD・ロープスR・セイB・ラッセルD・ベイカーR・マンデイR・スミスL・レイシー | 8                        | 二                       | B・ドイル                | 左                       | J・ビーティーT・マンソンJ・スペンサーB・ドイルG・ネトルズB・デントR・ホワイトM・リバースL・ピネラR・ジャクソン |
| 9                        | 捕                       | S・イェーガー            | 右                       | B・フートンS・イェーガーS・ガービーD・ロープスR・セイB・ラッセルD・ベイカーR・マンデイR・スミスL・レイシー | 9                        | 遊                       | B・デント                | 右                       | J・ビーティーT・マンソンJ・スペンサーB・ドイルG・ネトルズB・デントR・ホワイトM・リバースL・ピネラR・ジャクソン |
| 先発投手                 | 先発投手                 | 先発投手                 | 投球                     | B・フートンS・イェーガーS・ガービーD・ロープスR・セイB・ラッセルD・ベイカーR・マンデイR・スミスL・レイシー | 先発投手                 | 先発投手                 | 先発投手                 | 投球                     | J・ビーティーT・マンソンJ・スペンサーB・ドイルG・ネトルズB・デントR・ホワイトM・リバースL・ピネラR・ジャクソン |
| B・フートン              | B・フートン              | B・フートン              | 右                       | B・フートンS・イェーガーS・ガービーD・ロープスR・セイB・ラッセルD・ベイカーR・マンデイR・スミスL・レイシー | J・ビーティー            | J・ビーティー            | J・ビーティー            | 右                       | J・ビーティーT・マンソンJ・スペンサーB・ドイルG・ネトルズB・デントR・ホワイトM・リバースL・ピネラR・ジャクソン |

ドジャースは、初回表一死二塁から3番レジー・スミスの適時右前打で1点を先制、3回表には一死一塁で2番ビル・ラッセルが適時二塁打を放ち2－0とした。しかしその裏、ヤンキースは先頭打者バッキー・デントの四球と1番ミッキー・リバースの左前打で無死一・二塁とし、2番ロイ・ホワイトの適時右前打で1点を返す。なおも無死一・二塁で2走者が重盗を成功させると、3番サーマン・マンソンの適時右前打で2走者が生還し逆転した。このとき右翼手スミスが本塁へ悪送球したためマンソンは一気に三塁まで進み、5番ルー・ピネラの適時左前打でマンソンも生還し4－2となった。この一打でドジャースは先発投手バート・フートンを降板させた。
ドジャースの2番手ランス・ラッツハンおよび3番手チャーリー・ハフからも、ヤンキース打線は4回裏に3点、7回表には4点を加えて点差を広げていった。ヤンキースの先発投手ジム・ビーティーは、逆転してもらった直後の4回表を三者凡退に抑えると、その後もドジャース打線に得点を許さず最後まで投げ切り、完投勝利を挙げた。ヤンキースは本拠地ヤンキー・スタジアムで3連勝し、連敗スタートから一転して先に優勝へ王手をかけた。

### 第6戦 10月17日
- ドジャー・スタジアム（カリフォルニア州ロサンゼルス）

|                          | 1 | 2 | 3 | 4 | 5 | 6 | 7 | 8 | 9 | R | H  | E |
| ------------------------ | - | - | - | - | - | - | - | - | - | - | -- | - |
| ニューヨーク・ヤンキース | 0 | 3 | 0 | 0 | 0 | 2 | 2 | 0 | 0 | 7 | 11 | 0 |
| ロサンゼルス・ドジャース | 1 | 0 | 1 | 0 | 0 | 0 | 0 | 0 | 0 | 2 | 7  | 1 |

1. 勝利：キャットフィッシュ・ハンター（1勝1敗）
2. 敗戦：ドン・サットン（2敗）
3. 本塁打
NYY：レジー・ジャクソン2号2ラン
LAD：デイビー・ロープス3号ソロ
4. 審判
［球審］ジョー・ブリンクマン（NL）
［塁審］一塁: エド・バーゴ（NL）、二塁: ビル・ハラー（AL）、三塁: ジョン・キブラー（NL）
［外審］左翼: マーティー・スプリングステッド（AL）、右翼: フランク・プーリ（NL）
5. 夜間試合  試合時間: 2時間34分  観客: 5万5985人
詳細: MLB.com Gameday / Baseball-Reference.com

| ニューヨーク・ヤンキース | ニューヨーク・ヤンキース | ニューヨーク・ヤンキース | ニューヨーク・ヤンキース | ニューヨーク・ヤンキース                                                                                     | ロサンゼルス・ドジャース | ロサンゼルス・ドジャース | ロサンゼルス・ドジャース | ロサンゼルス・ドジャース | ロサンゼルス・ドジャース                                                                                       |
| ------------------------ | ------------------------ | ------------------------ | ------------------------ | --- | ------------------------ | ------------------------ | ------------------------ | ------------------------ | --- |
| 打順                     | 守備                     | 選手                     | 打席                     | C・ハンターT・マンソンJ・スペンサーB・ドイルG・ネトルズB・デントR・ホワイトM・リバースL・ピネラR・ジャクソン | 打順                     | 守備                     | 選手                     | 打席                     | D・サットンJ・ファーガソンS・ガービーD・ロープスR・セイB・ラッセルD・ベイカーR・マンデイR・スミスV・ダバリーヨ |
| 1                        | 中                       | M・リバース              | 左                       | C・ハンターT・マンソンJ・スペンサーB・ドイルG・ネトルズB・デントR・ホワイトM・リバースL・ピネラR・ジャクソン | 1                        | 二                       | D・ロープス              | 右                       | D・サットンJ・ファーガソンS・ガービーD・ロープスR・セイB・ラッセルD・ベイカーR・マンデイR・スミスV・ダバリーヨ |
| 2                        | 左                       | R・ホワイト              | 両                       | C・ハンターT・マンソンJ・スペンサーB・ドイルG・ネトルズB・デントR・ホワイトM・リバースL・ピネラR・ジャクソン | 2                        | 遊                       | B・ラッセル              | 右                       | D・サットンJ・ファーガソンS・ガービーD・ロープスR・セイB・ラッセルD・ベイカーR・マンデイR・スミスV・ダバリーヨ |
| 3                        | 捕                       | T・マンソン              | 右                       | C・ハンターT・マンソンJ・スペンサーB・ドイルG・ネトルズB・デントR・ホワイトM・リバースL・ピネラR・ジャクソン | 3                        | 右                       | R・スミス                | 両                       | D・サットンJ・ファーガソンS・ガービーD・ロープスR・セイB・ラッセルD・ベイカーR・マンデイR・スミスV・ダバリーヨ |
| 4                        | DH                       | R・ジャクソン            | 左                       | C・ハンターT・マンソンJ・スペンサーB・ドイルG・ネトルズB・デントR・ホワイトM・リバースL・ピネラR・ジャクソン | 4                        | 一                       | S・ガービー              | 右                       | D・サットンJ・ファーガソンS・ガービーD・ロープスR・セイB・ラッセルD・ベイカーR・マンデイR・スミスV・ダバリーヨ |
| 5                        | 右                       | L・ピネラ                | 右                       | C・ハンターT・マンソンJ・スペンサーB・ドイルG・ネトルズB・デントR・ホワイトM・リバースL・ピネラR・ジャクソン | 5                        | 三                       | R・セイ                  | 右                       | D・サットンJ・ファーガソンS・ガービーD・ロープスR・セイB・ラッセルD・ベイカーR・マンデイR・スミスV・ダバリーヨ |
| 6                        | 三                       | G・ネトルズ              | 左                       | C・ハンターT・マンソンJ・スペンサーB・ドイルG・ネトルズB・デントR・ホワイトM・リバースL・ピネラR・ジャクソン | 6                        | 左                       | D・ベイカー              | 右                       | D・サットンJ・ファーガソンS・ガービーD・ロープスR・セイB・ラッセルD・ベイカーR・マンデイR・スミスV・ダバリーヨ |
| 7                        | 一                       | J・スペンサー            | 左                       | C・ハンターT・マンソンJ・スペンサーB・ドイルG・ネトルズB・デントR・ホワイトM・リバースL・ピネラR・ジャクソン | 7                        | 中                       | R・マンデイ              | 左                       | D・サットンJ・ファーガソンS・ガービーD・ロープスR・セイB・ラッセルD・ベイカーR・マンデイR・スミスV・ダバリーヨ |
| 8                        | 二                       | B・ドイル                | 左                       | C・ハンターT・マンソンJ・スペンサーB・ドイルG・ネトルズB・デントR・ホワイトM・リバースL・ピネラR・ジャクソン | 8                        | 捕                       | J・ファーガソン          | 右                       | D・サットンJ・ファーガソンS・ガービーD・ロープスR・セイB・ラッセルD・ベイカーR・マンデイR・スミスV・ダバリーヨ |
| 9                        | 遊                       | B・デント                | 右                       | C・ハンターT・マンソンJ・スペンサーB・ドイルG・ネトルズB・デントR・ホワイトM・リバースL・ピネラR・ジャクソン | 9                        | DH                       | V・ダバリーヨ            | 左                       | D・サットンJ・ファーガソンS・ガービーD・ロープスR・セイB・ラッセルD・ベイカーR・マンデイR・スミスV・ダバリーヨ |
| 先発投手                 | 先発投手                 | 先発投手                 | 投球                     | C・ハンターT・マンソンJ・スペンサーB・ドイルG・ネトルズB・デントR・ホワイトM・リバースL・ピネラR・ジャクソン | 先発投手                 | 先発投手                 | 先発投手                 | 投球                     | D・サットンJ・ファーガソンS・ガービーD・ロープスR・セイB・ラッセルD・ベイカーR・マンデイR・スミスV・ダバリーヨ |
| C・ハンター              | C・ハンター              | C・ハンター              | 右                       | C・ハンターT・マンソンJ・スペンサーB・ドイルG・ネトルズB・デントR・ホワイトM・リバースL・ピネラR・ジャクソン | D・サットン              | D・サットン              | D・サットン              | 右                       | D・サットンJ・ファーガソンS・ガービーD・ロープスR・セイB・ラッセルD・ベイカーR・マンデイR・スミスV・ダバリーヨ |

ドジャースは初回裏、デイビー・ロープスの先頭打者本塁打で先制する。しかしその直後の2回表、ヤンキースは一死一・二塁から8番ブライアン・ドイルの二塁打で同点とすると、次打者バッキー・デントの中前打で2走者が還り一気に逆転した。ドジャースが1点差に詰め寄ったあとの6回表には、二死二塁からドイルとデントが再び連続適時打で2点を加え、3点差に突き放した。このふたりについてヤンキース監督のボブ・レモンは、今シリーズで両チームの明暗を分けたのが下位打線の出来だと指摘し、レジー・ジャクソンも「彼らなしでは優勝はありえなかった」と好守に渡る活躍を称えた。
7回表には4番ジャクソンが、ドジャースの2番手ボブ・ウェルチから2点本塁打を放った。ジャクソンは第2戦の9回表、ウェルチ相手に三振に終わったとき「大したもんだ。でも、この借りは必ず返すぜ」と話しており、有言実行の一打となった。ヤンキースの先発投手キャットフィッシュ・ハンターは8回途中まで2失点、そのあとを受けたリッチ・ゴセージもドジャース打線を抑えた。9回裏、ゴセージが5番ロン・セイを捕邪飛に打ち取り、打球が捕手サーマン・マンソンのミットに収まった瞬間、ヤンキースの2年連続22回目のワールドシリーズ制覇が決まった。